# Szvirszk
Szvirszk (oroszul: Свирск) város Kelet-Szibériában, Oroszország Irkutszki területén, az Angara partján.
Lakossága: 13 650 fő (a 2010. évi népszámláláskor).

## Fekvése
Az Irkutszki terület déli részén, Irkutszktól 150 km-re északnyugatra, az Angara bal partján helyezkedik el. Kb. 20 km-re keletre van a transzszibériai vasútvonaltól és az M-53 jelű „Bajkál” főúttól. Cseremhovo vasútállomásától szárnyvonal, az autóúttól pedig bekötőút visz a városba.
Területe az Irkutszk–cseremhovói-síksághoz tartozik és közel 10 km hosszan húzódik a folyó mentén. Az Angara ezen a szakaszon már a Bratszki-víztározó része, két partja közelében erdővel benőtt dombok emelkednek.

## Története
Az Angara mentén a 19. század elején keletkeztek az első orosz települések, köztük Szvirszk és a szomszédos Makarjevo falu. Az utóbbiban kikötő és kompátkelőhely is volt.
1931-ben a két falu közötti területen kohászati üzemet létesítettek (a hadiipar számára arzént előállító üzem 1949-ig működött), majd Cseremhovótól a kikötőig vasúti pályát építettek, hogy a közelben bányászott szenet vízi úton tudják szállítani.
1935 kezdték építeni, 1939-ben helyezték üzembe (az állami bizottság hivatalosan 1940-ben vette át) a vegyi áramforrások gyárát, és 1941-ben a német támadás miatt oda evakuálták a leningrádi akkumulátorgyárat. Ebből nőtt ki a város gazdasági alapját képező Vosztszibelement akkumulátorgyár, melynek egyik részlege kizárólag a hadiipar számára dolgozott.
1949-ben Szvirszk városi rangot kapott. Ugyanabban az évben felújító és javítóműhelyeket létesítettek a közeli Angarszkban épülő olajfinomító berendezéseinek összeszereléséhez, 1958-ban pedig bányagépjavító üzemet alapítottak a kelet-szibériai bányavállalatok ellátásra. Közben a város faházai mellett megjelentek az emeletes, komfortos házakból álló lakótömbök is. 1954-ben avatták fel a kultúrházat, 1969-ben adták át a kórház épületegyüttesét, számos iskolát és óvodát építettek.
Az Angarán kialakított Bratszki-víztározó feltöltésekor sok régi falu, köztük Makarjevo helye is víz alá került. Ugyanakkor, 1967-ben megnyílt a város életében fontos szerepet játszó új kikötő. Segítségével nagy mennyiségű szenet, építőanyagot, gépet szállítottak a folyón az Angara-menti városok: Angarszk, Bratszk, Uszolje-Szibirszkoje építkezéseire.

## A 21. században
A Szovjetunió felbomlása utáni válságos években a vezető iparvállalatokat részvénytársasággá alakították, de így sem mind maradt fenn. Az akkumulátorgyárból többszöri tulajdonosváltás után két cég alakult. Az AkTyeh (АкТех) ólomsavas indítóakkumulátorokat készít személy- és tehergépkocsikhoz. Az Ekolider (Эколидер) a használt akkumulátorok újrahasznosítását, ólom és ötvözetek kinyerését végzi.
A bányagépjavító üzemből alakult cég (Szvirszkij RMZ, Свирский РМЗ) a javításokon kívül alkatrészeket is gyárt exkavátorokhoz. Egy másik gépipari vállalat gépkocsialkatrészeket, teherautó felépítményeket, konténereket, kereskedelmi pavilonokat készít. A faipar – sőt a város – vezető vállalata lett az 1991-ben alapított orosz-japán TM Bajkal Kft. (ТМ Байкал), mely fa- és fűrészárukat gyárt és termékeit a japán piacon értékesíti.
A kikötő forgalma a szovjet időkhöz képest erősen visszaesett. Ehhez hozzájárult a nagy építkezések befejezése és a szénbányászat válsága, hiszen a forgalom jelentős részét a szén tette ki. Napjainkban főként fafeldolgozó vállalatok (a TM Bajkal) veszik igénybe a kikötő szolgáltatásait.

### Környezetszennyezés
Szvirszk ökológiai gondjai csak a legutóbbi időkben kezdtek megoldódni. Bár 1949-ben az arzéngyártást megszüntették és a kohászati üzemet bezárták, az egészségre rendkívül veszélyes hulladék évtizedeken át ottmaradt. 2007-ben kormánydöntés született arról, hogy a vegyifegyverek megsemmisítési programja részeként Szvirszkben felszámolják az arzénszennyezés forrását.
A munkát 2011-ben őszén kezdték meg és a szennyezett anyagok elszállítását 2013 tavaszára fejezték be. A gyárépület maradványait, a nemes- és nehézfémeket is tartalmazó kohászati salakot és az arzénnal szennyezett talajt két szarkofágba temették egy kimerült cseremhovói bánya területén. Összesen 156 ezer tonna hulladékot szállítottak el és zártak biztonságosnak mondott temetőbe.